# 안티레바논산맥

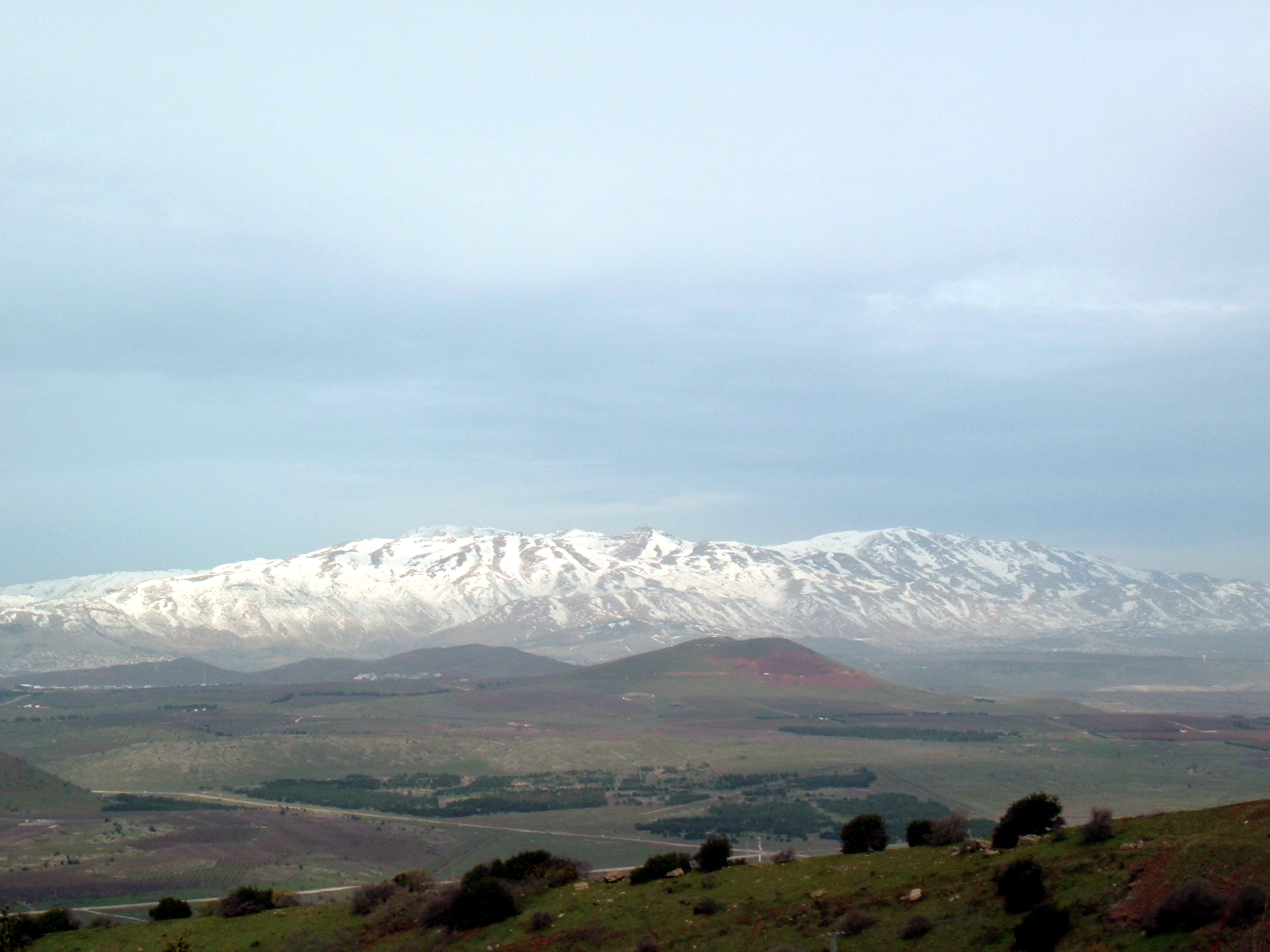
골란고원에서 본 헤르몬산의 전망

안티레바논산맥(아랍어: جبال لبنان الشرقية)은 레바논과 시리아의 국경이 되고 있는 산맥이다. 최고봉은 남부에 있는 헤르몬산(샤이산)이다. 현재 산맥의 일부인 골란고원은 1967년 이후 이스라엘이 점령하고 있다.